# Severino Pereira
Severino Antonio Ribeiro Pereira (Vieira do Minho, 2 de Novembro de 1957) é um escultor português que utiliza o vidro como matéria prima preferencial de suas obras, embora use igualmente a pedra e outros suportes mais tradicionais. Fez a primeira exposição em 1979, na galeria Espiral em Lisboa. No ano de 1990 freqüenta os estágios do escultor Alés Vásicèc e também de Warren Langley, no atelier do Museu do Vidro de Sars-Poteries, em França. Em sua produção artística encontram-se também obras de pintura, gravura, literatura e arte digital. É o único escultor em Portugal que usa, de modo consistente e continuado, o vidro como material escultórico. Actualmente vive e trabalha em Sintra.

## Exposições individuais
- 1995 Evas, Galeria S. Bento, Lisboa.
- 1996 Le mystère de l'amour, Galerie Metanoeité, Rouen.
- 1997 Sphinx's, Galeria Municipal do Barreiro.
- 1997 Mitologias, Galeria da Optica do Conde Redondo, Lisboa.
- 1998 Evas, Sphinx e Cariátides, Galeria Municipal de Fitares, Sintra.
- 1999 Os seres imaginados, Galeria ArtKonstant, Lisboa.
- 2002 A suite dos relógios, Museu Regional de Sintra.
- 2002 A conquista de Lisboa, Galeria Artempório, Lisboa.
- 2003 Património da UNESCO em Portugal, Museu de Arte Primitiva Moderna, Guimarães.
- 2003 Património da UNESCO em Portugal, Galeria Municipal de Fitares, Sintra.
- 2005 Evas e outras mulheres, Centro de Arte de S. Bento, Lisboa.
- 2006 Elogio das nascentes, Museu Regional de Sintra.
- 2007 Arte vária, Casa da Cultura, S. Miguel d'Acha.
- 2008 Apokalypsis, Museu do Canteiro, Alcaíns.